# Canadian Car & Foundry FDB-1
Le Canadian Car & Foundry FDB-1 est un avion de chasse biplan conçu au Canada par Michael Gregor et construit par la Canadian Car & Foundry. En dépit d'une conception avancée et innovante le FDB-1 a été surpassé par les monoplans plus rapides et n'a jamais pu trouver acheteur. Il fut finalement détruit par accident dans un incendie à la fin de la guerre.

## Conception et développement
Michael Gregor, un ingénieur aéronautique d'origine géorgienne, arrive au Canada en 1938 après être expatrié par les Russes et les Américains et commence à travailler pour Canadian Car & Foundry. Le seul fabricant canadien ayant, à cette époque, une expérience limitée en aéronautique. Cependant Canadian Car & Foundry ne construit pas ses propres modèles mais plutôt des avions sous licence d'autres constructeurs étrangers.
En 1938 quelques spécialistes de l'aviation ne croyaient pas à l'avenir des monoplans, ils préféraient les biplans dont la formule avait été éprouvée durant la Première Guerre mondiale.  Bien que la plupart des pays aient mis en service des monoplans les biplans restaient à cette époque un élément important des aviations des pays européens et nord-américains. 
Le FDB-1 se présentait comme ayant une taille similaire au Grumman F2F et était également conçu pour pouvoir opérer depuis des porte-avions comme chasseur-bombardier. Une aile supérieure en "mouette" permettait une bonne visibilité en vol mais la vue au sol était assez mauvaise. Il était très compact et avait une "coquille" centrale monocoque avec des rivets ras, pour permettre un meilleur écoulement de l'air. Son carburant était logé entre les socles des roues. Pour compléter le tout un armement de deux mitrailleuses de 12,7 mm était prévu avec la possibilité de monter deux bombes sous les ailes.
L’aérodynamisme était encore accentué par un moteur totalement caréné offrant, encore là, très peu de résistance à l'air. Le capot moteur rappelait les anciens modèles d'avions Seversky que Gregor avait quitté au début de 1937. Le cockpit était assez spacieux pour un avion si petit et disposait d'une verrière panoramique qui coulissait vers l'arrière pour ouvrir.

## Vols
Les initiales FDB signifient Fighter (chasseur), Dive (piqué) Bomber (bombardier) (donc chasseur-bombardier en piqué). Lors des premiers vols on constata la mauvaise vue au sol de l'avion mais aussi sa grande maniabilité. Le plus grand défaut était la vitesse de pointe assez lente de l'avion avec l'ancien moteur R-1535-72 du Grumman F2F. Mais l'avion était prévu pour recevoir un moteur de 750 ch qui pourrait amener l'appareil jusqu'à 500 km/h. En plus Gregor avait construit son avion pour qu'il puisse être doté d'un Pratt & Whitney R-1830 Twin Wasp de 1 200 ch. On estimait alors la capacité du moteur de tirer le petit FDB-1 à 587 km/h. 
Néanmoins la solidité de l'avion fut prouvée par un accident lorsque l'avion se renversa sur le dos à l’atterrissage, les dommages furent moindres grâce à la solidité de l'avion. Des tests sur la base de l'Aviation royale du Canada de Saint-Hubert prouvèrent que des vibrations se faisaient ressentir à grande vitesse et lors de voltige continue. Au contraire, l'avion impressionna par sa maniabilité supérieure à tous les monoplans de l'époque et par son taux de montée supérieur au Hawker Hurricane et Supermarine Spitfire. Néanmoins le Canada s'apprêtait à se doter d'Hawker Hurricane monoplans plus performants et n'acheta pas le chasseur de Canadian car & Foundry.
Cependant il semble que même avec un meilleur moteur le FDB-1 n’aurait pas fait meilleure figure que d'autre biplans contemporains comme le Fiat CR.42 Falco qui, avec son armement de mitrailleuses et de bombes, ses blindages et tout le poids militaire supplémentaire atteignait 430 km/h. L'avion de Gregor n'a, lui, jamais volé avec son armement.

## Destruction
Dans un dernier et ultime effort pour générer un intérêt pour son avion Canadian Car & Foundry a fait participer son avion au Miami Air Race du 10 janvier 1940. Mais comble de malheur un manque de pression d'huile força l'avion à l’atterrissage et il fut disqualifié. Une faible lueur d'espoir apparut à l’horizon pour Canadian Car & Foundry et Michael Gregor quand le Mexique manifesta de l'intérêt pour le chasseur canadien. Malheureusement le gouvernement canadien refusa une autorisation de licence d'exportation et après le Mexique aucun autre client ne se présenta pour un appareil biplan. Découragé, Michael Gregor déclarera : « Cette guerre commencera avec des monoplans mais se terminera avec des biplans ! » L'histoire, on le sait, ne lui donna pas raison. Après de longues années sans reprendre l'air le FDB-1 est détruit dans un incendie dans un hangar de l'aéroport de Cartierville à Montréal et rapidement, Michael Gregor sombrera dans l'oubli.

### appareils comparables
- Fiat CR.42 Falco
- Gloster Gladiator
- Heinkel He 51
- Polikarpov I-15